# 以色列聯合銀行
以色列聯合銀行（希伯來語：‎，TASE: UNON），是以色列的第六大銀行，並且擁有以色列規模第三的店鋪網。以色列聯合銀行的希伯來語名稱Igud銀行更為著名（發音是Eegood銀行（בנק אגוד））。以色列聯合銀行成立於1951年，以鑽石交易業務見長。

## 外部連結
- Official website（页面存档备份，存于） （希伯来文）
- Official website（页面存档备份，存于） （英文）